# Letteratura ucraina
La letteratura ucraina ha una storia millenaria. Il suo inizio risale ai tempi della Rus' di Kiev.

## Medioevo
Già dal IX secolo si era sviluppata una produzione orale, raccolta e sistemata in seguito nella Cronaca degli anni passati e nelle altre cronache cittadine. In questo periodo così arcaico, tuttavia, date le caratteristiche politiche e sociali della Rus' di Kiev è estremamente difficile parlare di una letteratura nazionale russa, ucraina o bielorussa. La Rus', e l'immenso patrimonio di opere di carattere religioso, folkloristico e storico, rappresentano il centro da cui si sarebbero poi sviluppati i rispettivi stati moderni. Va anche aggiunto che l'ucraino, codificato in forma scritta con l'avvento del Cristianesimo proprio in questo periodo, ebbe però un lento sviluppo e fu per secoli una lingua più usata nel parlato che nei testi scritti.
Un capolavoro della poesia è il Canto della schiera di Igor che raggruppa tutte le migliori opere poetiche della tradizione popolare di quell'epoca e sarà ripreso, in seguito, dall'anonimo autore della Zadonščina anche conosciuta come Epopea dell'oltre Don. La caratteristica che rende il Canto della Schiera di Igor così importante per la storia della Rus' di Kiev e della sua letteratura è la maniera mirabile con cui sono uniti i nuovi elementi del cristianesimo, da poco introdotto in queste terre, assieme a numerosi elementi di matrice pagana.
Conclusosi il periodo della Rus' di Kiev, il centro della vita culturale del medioevo ucraino fu il principato di Galizia e Volinia e dopo l'annessione di quest'ultimo da parte della Lituania l'attività letteraria conobbe un periodo di declino culturale, mentre la fioritura culturale ucraina dava i propri frutti a Mosca. In Ucraina rimase viva soltanto una produzione di tipo orale (canti rituali agricoli, epica) e la cronachistica redatta nei monasteri.

## Rinascimento e barocco
Durante il XV-XVI secolo, la letteratura ucraina venne fortemente influenzata dalle opere di letterati cattolici e le lingue della cultura paiono essere il latino ed il polacco; in fase barocca, invece, le idee umanistiche penetrarono filtrate dalla rielaborazione della cultura greco ortodossa. Lo scontro ideologico tra il cattolicesimo e l'ortodossia portò alla nascita di nuovi centri culturali dal carattere sincretico. La principale accademia, sorta in questo periodo, fu l'Accademia di Ostrog, fondata nel 1580 e famosa per aver prodotto la prima edizione a stampa della Bibbia dell'intera area ortodossa. L'accademia accolse, nel secolo successivo, anche importanti figure intellettuali ucraine. Vanno menzionati Meletij Smotric'kyj, autore di una celebre grammatica dello slavo ecclesiastico, e assieme a lui altre personalità del calibro di Ivan Vyšens'kyj, Pamva Berynda e Zacharija Kopystens'kyj.
Tra '500 e '600 si confrontano due modi principali di intendere la poesia: una corrente tradizionalista, più ancorata alle radici religiose ortodosse (che fa capo a Berynda e Kyrylo Trankvilion-Stavrovec'kyj) e una nuova corrente occidentalista, più laica e rivolta alle novità culturali provenienti dal resto d'Europa e in maniera particolare dalla Polonia. A quest'ultima corrente appartenevano Kasjan Kalikst Sakowicz e Stefan Počas'kyj.
Il periodo immediatamente successivo è dominato da una decisa apertura verso l'Occidente pur conservandosi intatta l'identità nazionale. Questi anni vedono l'affermarsi di nuovi generi letterari come la prosa polemica (con Ivan Vyšens'kyj e Meletij Smotric'kyj) e quella oratoria (con Galjatovskij e Dymytrij Tuptalo). Rimangono, tuttavia, dominanti i generi canonici della storiografia (Feodosij Sofonovyč, Inokentij Gizel' e S. Velyčko), i romanzi epistolari, le autobiografie e i racconti cavallereschi, anch'essi di derivazione occidentale ma già da tempo radicati nella compagine culturale ucraina.
La poesia fu soggetta a un grande rinnovamento grazie a numerosi trattati teorici che mostrano evidenti influenze degli impulsi occidentali; particolarmente amato fu il soggetto epico e in particolare l'epica cosacca (Jevhen Paškovs'kyj e Semen Divovyč). Un altro sottogenere della poesia molto diffuso nel barocco ucraino fu l'epigramma come dimostrano le composizioni di Païsij Velyčkovs'kyj.

## XVIII secolo
Nel Settecento la letteratura ucraina affrontò un altro periodo di declino: nel 1721 fu bandito l'uso della lingua ucraina e la scuola kieviana, ora al servizio dell'Impero russo. La letteratura in ucraino si poté esprimere solamente nelle forme popolari della poesia orale e della satira. Una personalità eccezionale di questo secolo è il filosofo e monaco Hryhorij Savyč Skovoroda. Skovoroda, pur isolato dalle grandi vicende politiche del suo tempo (in Russia, per esempio, Pietro il Grande sta dando inizio alle sue notevoli riforme), dà inizio a tutta quella corrente di ricerca interiore e ascetismo che sarà tipica di gran parte della letteratura slava (e russa in particolare) del XIX secolo. Non a caso, Tolstoj studierà e dedicherà molti dei suoi scritti al monaco ucraino verso la fine della sua vita e altrettanto interesse dimostrerà anche Dostoevskij.
Si dovette aspettare la fine del secolo per vedere finalmente una ripresa grazie al poeta e autore di teatro Ivan Kotljarevs'kyj.

## XIX secolo
L'Ottocento si apre con l'ascesa a capitale della cultura ucraina della città di Charkiv che, dal 1805, divenne sede di una università. Come nel resto d'Europa, il recupero dei valori etici e nazionali fu il fulcro dell'impegno di molti intellettuali. Primo tra tutti, si distinse lo storico Nikolaj Kostomarov, seguito da Kuliš, Marko Vovčok e Taras Ševčenko. La risposta russa non tardò ad arrivare e nel tentativo di frenare il crescente sentimento nazionale ucraino fu vietato nuovamente l'utilizzo della lingua ucraina nelle comunicazioni ufficiali e negli ambienti culturali. Verso la fine del secolo fiorì anche qui la prosa verista (esponenti in questo campo furono Konys'kyj, Borys Hrinčenko, Ivan Nečuj-Levic'kij e P. Mirnyj) così come in teatro si assistette a una tendenza etnografica tipica del romanticismo europeo e testimoniata nella produzione in lingua ucraina dalle opere di Grigorij Fedorovič Kvitka, M. Staryc'kyj, M. Kropynyc'kyj e I. Tobilevyč.
Non mancarono eminenti scrittori ucraini che scrissero anche in russo. Il maggiore fra questi fu sicuramente Gogol'. La prima parte della produzione di Gogol' è chiamata ciclo ucraino ed è un notevole tributo alla terra in cui era nato. Tutti i racconti di questo ciclo sono ambientati in Ucraina e prendono spunto dal folklore delle campagne ucraine.

## XX secolo
Il fermento culturale del primo Novecento segnò un reinserimento della letteratura ucraina nel comune contesto europeo. Il variegato quadro delle correnti letterarie del periodo comprende realismo, impressionismo, neoclassicismo, simbolismo e futurismo. Solo per citare alcuni tra i maggiori letterati dell'epoca, furono attivi in questo periodo: Lesja Ukraïnka, Vasyl' Semenovyč Stefanyk, Volodymyr Vynnyčenko, Mykola Zerov, Ol'ha Kobyljans'ka e Maksim Faddeevič Ryl's'kyj. Un gruppo a sé lo costituiscono gli scrittori proletari: V. Čumak, V. Ellan-Blakytnyj, V. Sosjura, e i romanzieri J. Janovs'kyj e O. Dosvitnij;
Con la costituzione dell'URSS la ricca produzione ucraina si ridimensionò parecchio, dato che le uniche opere di cui era permessa la pubblicazione erano quelle di propaganda socialista. Alcuni tra i più importanti intellettuali emigrarono altri si adeguarono alle direttive ufficiali. Negli anni cinquanta, con il disgelo, si formò il gruppo dei cosiddetti šistdesjatnyky tra cui spiccarono Lina Kostenko e Vasyl' Symonenko. Si afferma il romanzo storico con Ulas Samčuk, autore di Maria, cronaca di una vita (1934). Un genere del tutto nuovo che prese avvio dalle esperienze culturali di questi anni è il romanzo magico, sperimentato tra gli altri da Valerij Ševčuk. Un'ulteriore forma di innovazione letteraria che caratterizza gli ultimi decenni del XX secolo fu l'ironia. Famosi a livello mondiale sono L. Rymaruk, O. Zabuško, Viktor Neborak, Oleg Bogdanovič Lyšega e J. Paškovs'kyj proprio per i loro lavori intrisi di una pungente ironia oltre che di nuove innovazioni formali.
Dopo la seconda guerra mondiale, alcuni scrittori ucraini ebbero, infine, un ruolo importante nella riflessione su eventi storici come la Primavera di Praga. Alcuni di questi, attivi anche in Cecoslovacchia sono stati: le poetesse S. Makara e S. Hostjak e le novelliste J. Biss e V. Dacei.

## XXI secolo
Anche nel corso del XXI secolo si sono affermati importanti scrittori come Haska Šyjan, prima scrittrice ucraina a aggiudicarsi, nel 2019, il Premio letterario dell'Unione europea col romanzo За спиною (Za spinoju).

## Lista di scrittori in lingua ucraina
Fra gli scrittori in lingua ucraina si ricordano:  Marko Vovčok, Pantelejmon Kuliš, Ivan Franko, Panas Myrnyj, Vasyl' Stefanyk, Mychajlo Kocjubyns'kyj, Volodymyr Vynnyčenko, Pavlo Tyčyna, Mykola Chvylovyj, Valerian Pidmohylny, V. Domontovych, Mykola Kuliš, Mykola Bažan, Maksym Ryl's'kyj, Mykola Zerov, Mychail Semenko, Ostap Vyšnja, Borys Antonenko-Davydovyč, Olena Teliha, Ivan Bahrjanyj, Oles' Hončar, Vasyl' Symonenko, Lina Kostenko, Ivan Drač, Jevhen Hucalo, Hryhir Tjutjunnyk, Pavlo Zahrebel'nyj, Valerij Ševčuk, Ihor Kalynec', Emma Andijevs'ka, Vasyl' Stus, Jurij Andruchovyč, Oksana Zabužko, Oleksandr Irvanec', Viktor Neborak, Jurij Vynnyčuk, Ihor Pavljuk, Jurij Izdryk, Serhij Žadan, Svitlana Pyrkalo, Natalja Snjadanko, Marija Matios, Josip Oles'kiv, Vsevolod Nestajko.